# 3 sierpnia
3 sierpnia jest 215. (w latach przestępnych 216.) dniem w kalendarzu gregoriańskim. Do końca roku pozostaje 150 dni.

## Święta
- Imieniny obchodzą: Augustyn, Cyra, Dalmacjusz, Eufroniusz, Lidia, Marana, Miłosław, Nikodem, Nikodema, Piotr, Symeon i Szczepan.
- Gwinea Równikowa – Święto Sił Zbrojnych
- Niger – Święto Niepodległości
- Wenezuela – Dzień Flagi
- Wspomnienia i święta w Kościele katolickim[1][2] obchodzą:
  - św. Abibo Jerozolimski
  - św. Eufroniusz z Autun (biskup)
  - św. Lidia (uczennica św. Pawła)
  - święte Marana i Cyra (pustelnice) (również 28 lutego)
  - św. Senach z Clonard (apostoł Irlandii)
  - bł. Augustyn Kažotić (biskup)

## Wydarzenia w Polsce
- 1015 – Wojna polsko-niemiecka (1015-18): w wyniku bitwy pod Krosnem Odrzańskim armia cesarza Henryka II Świętego przełamała polską obronę na Odrze.
- 1459 – Wojna trzynastoletnia: Krzyżacy odbili zamek w Starej Kiszewie.
- 1569 – Inflanty, jako własność wspólna, zostały przyłączone do Korony i Litwy.
- 1593 – W związku ze śmiercią w listopadzie poprzedniego roku króla Szwecji Jana III Wazy, jego syn oraz następca na tronie szwedzkim, król Polski Zygmunt III Waza, wyjechał po uzyskaniu zgody Sejmu na rok do szwedzkiej ojczyzny, gdzie m.in. został koronowany oraz powierzył na czas swojej nieobecności regencję stryjowi ks. Karolowi Sudermańskiemu i senatorom.
- 1748 – Zainaugurowała działalność Operalnia w Ogrodzie Saskim w Warszawie.
- 1783 – Zawalił się kościół Wniebowzięcia Najświętszej Maryi Panny w Kaliszu.
- 1816 – W Warszawie odbyło się prawykonanie Pieśni narodowej za pomyślność króla z muzyką Jana Nepomucena Piotra Kaszewskiego i tekstem Alojzego Felińskiego, będącej oficjalnym hymnem Królestwa Kongresowego. Obecnie pieśń, ze zmienionym tekstem, znana jest pod tytułem Boże, coś Polskę.
- 1825 – Oddano do użytku ratusz miejski w Mrągowie.
- 1831 – Powstanie listopadowe: zwycięstwo wojsk rosyjskich w bitwie o Koło.
- 1873 – Na przyjęciu w dworze zakopiańskim Ludwiga Eichborna postanowiono założyć Galicyjskie Towarzystwo Tatrzańskie.
- 1896 – Otwarto Halę Targową w Gdańsku.
- 1914 – I wojna światowa:
  - Armia niemiecka wkroczyła do Częstochowy.
  - Józef Piłsudski utworzył w Krakowie Pierwszą Kompanię Kadrową.
- 1915 – I wojna światowa: strategicznym zwycięstwem polskich legionistów zakończyła się bitwa pod Jastkowem z Rosjanami.
- 1922:
  - 28 górników zginęło po wdarciu się wody z potoku Kozibród do wyrobiska KWK „Artur” (następnie KWK „Siersza”) koło Trzebini.
  - Sejm Ustawodawczy przyjął ustawę powołującą Najwyższy Trybunał Administracyjny.
- 1924 – Otwarto stadion Polonii Bydgoszcz.
- 1928 – Ukazał się ostatni numer krakowskiego dziennika „Nowa Reforma”.
- 1930 – Otwarto lotnisko sportowe w Nowym Targu.
- 1933 – Dokonano oblotu szybowca CWJ bis Skaut.
- 1936 – W Warszawie otwarto Park im. gen. Józefa Sowińskiego.
- 1944:
  - 3. dzień powstania warszawskiego: Niemcy wprowadzili do walk z powstańcami sztukasy. Biuro Informacji i Propagandy uruchomiło w Śródmieściu 6 patroli megafonowych. W pacyfikacji Wawrzyszewa zamordowano 30 osób.
  - Armia Czerwona zdobyła Sanok.
  - Stoczono bitwę pod Truskawką między oddziałami Grupy Kampinos a oddziałami Wehrmachtu.
- 1946 – Wojskowy Sąd Rejonowy w Gdańsku skazał na karę śmierci Danutę Siedzikównę ps. „Inka”, sanitariuszkę 4. szwadronu odtworzonej na Białostocczyźnie 5 Wileńskiej Brygady AK, a w 1946 roku w 1. szwadronie Brygady działającym na Pomorzu.
- 1948 – Czworo żeglarzy zginęło w katastrofie jachtu „Poświst” na Zatoce Gdańskiej.
- 1954 – Milicja przeprowadziła akcję „X-2”, w wyniku której do obozów pracy wysiedlono ponad 1500 zakonnic oraz skonfiskowano 323 obiekty zakonne.
- 1973 – Premiera filmu Palec Boży w reżyserii Antoniego Krauzego.
- 1990 – Podjęto decyzję o przywróceniu lekcji religii w szkołach.
- 1995 – Rozpoczął się Światowy Zlot Harcerstwa Polskiego „Zegrze ’95”.
- 2001 – W Sosnowcu odbył się pogrzeb Edwarda Gierka.
- 2010 – Z powodu oporu grupy osób nie doszło do planowanego przeniesienia krzyża sprzed Pałacu Prezydenckiego do kościoła św. Anny w Warszawie.
- 2013 – Holender Pieter Weening wygrał 70 Tour. de Pologne.

## Wydarzenia na świecie

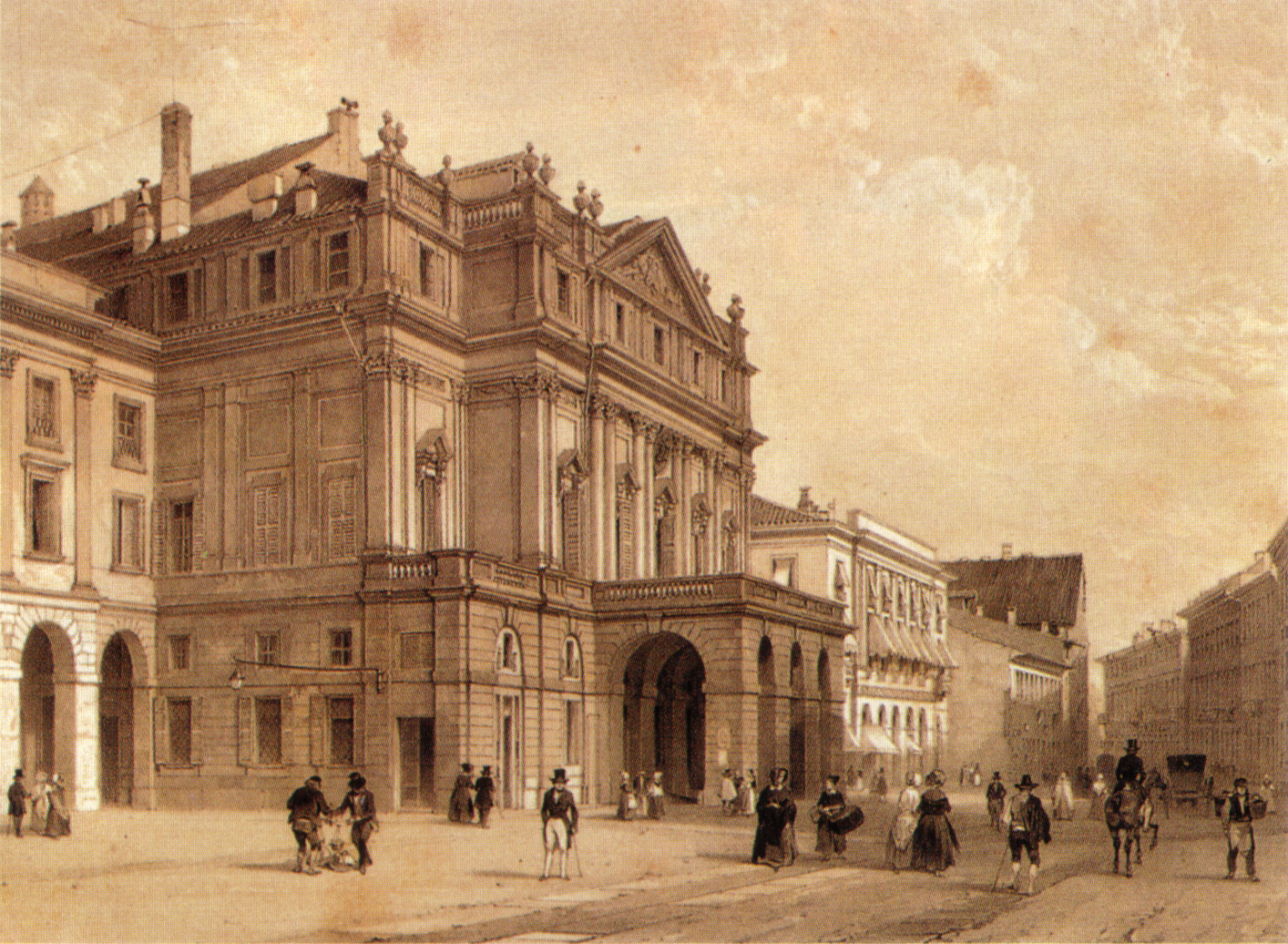
Mediolański teatr La Scala na XIX-wiecznym rysunku

- 881 – Wojska króla Franków Ludwika III rozgromiły duńskich najeźdźców w bitwie pod Saucourt-en-Vimeu.
- 1031 – Biskup Grimkell dokonał elewacji szczątków panującego w latach 1016–28 króla Norwegii Olafa II Haraldssona.
- 1100 – Henryk I Beauclerc został królem Anglii.
- 1234 – Papież Grzegorz IX wydał bullę Pietati proximum, która potwierdzała panowanie zakonu krzyżackiego nad ziemią chełmińską na wschód od Wisły, jak również nad wszystkimi dalszymi terytoriami, które w przyszłości miałyby zostać podbite w Prusach przez Krzyżaków.
- 1382 – Kiejstut Giedyminowicz i Witold Kiejstutowicz wraz ze swoimi wojskami przybyli na rokowania z Władysławem Jagiełłą do Trok, gdzie zostali oszukani i aresztowani a następnie uwięzieni w Krewie.
- 1449 – Zwycięstwo wojsk mongolskich nad chińskimi w bitwie pod Yanghe.
- 1460 – Jakub III został królem Szkocji.
- 1492 – Krzysztof Kolumb wypłynął z Palos de la Frontera w poszukiwaniu zachodniej drogi do Indii.
- 1530:
  - Przed Sejmem Rzeszy została odczytana Konfutacja Konfesji Augsburskiej, będąca odpowiedzią strony katolickiej na luterańskie Wyznanie Augsburskie.
  - Wojna Ligi z Cognac: zwycięstwo wojsk cesarskich nad florenckimi w bitwie pod Gavinaną.
- 1553 – Do Londynu wkroczył triumfalnie orszak z Marią I Tudor, okrzykniętą 19 lipca nową królową Anglii po obaleniu panującej 9 dni Joanny Grey.
- 1596 – Holenderski astronom David Fabricius odkrył pierwszą gwiazdę zmienną – Mira Ceti w gwiazdozbiorze Wieloryba.
- 1611 – Wojna kalmarska: wojska duńskie zdobyły zamek w Kalmarze.
- 1644 – Wojna trzydziestoletnia: rozpoczęła się bitwa pod Fryburgiem.
- 1645 – Wojna trzydziestoletnia: zwycięstwo wojsk francuskich nad cesarsko-bawarskimi w II bitwie pod Nördlingen.
- 1692 – Wojna palatynacka: zwycięstwo wojsk francuskich nad Ligą Augsburską w bitwie pod Steenkerke.
- 1706 – Spłonęła drewniana cerkiew Zbawiciela w Irkucku.
- 1708 – Powstanie Rakoczego: zwycięstwo wojsk habsburskich nad powstańcami węgierskimi w bitwie pod Trenczynem.
- 1716 – Książę Liechtensteinu Józef I Jan poślubił swoją trzecią żonę Marię Annę von Oettingen-Spielberg.
- 1775 – Caryca Katarzyna II Wielka wydała manifest likwidujący Sicz Zaporoską.
- 1777 – Na zamku Esterháza w węgierskim Fertőd odbyła się premiera opery komicznej Księżycowy świat Josepha Haydna.
- 1778 – Otwarto teatr La Scala w Mediolanie.
- 1804 – W Petersburgu rosyjska wielka księżna Maria Romanowa wyszła za mąż za następcę tronu Saksonii-Weimaru-Eisenach Karola Fryderyka.
- 1829 – W Paryżu odbyła się premiera opery Wilhelm Tell Gioacchino Rossiniego.
- 1832 – Oddziały amerykańskich ochotników pokonały indiańskich powstańców pod wodzą Czarnego Jastrzębia w bitwie pod Bad Axe.
- 1847 – Zawarto konkordat między Rosją a Stolicą Apostolską.
- 1858 – John Hanning Speke jako pierwszy Europejczyk dotarł do Jeziora Wiktorii w Afryce.
- 1889:
  - Austriacki astronom Johann Palisa odkrył planetoidę (286) Iclea.
  - Powstanie Mahdiego w Sudanie: zwycięstwo wojsk brytyjsko-egipskich w bitwie pod Toski.
- 1897 – Uruchomiono komunikację tramwajową w niemieckim Eisenach.
- 1899 – Papież Leon XIII powołał Delegaturę Apostolską w Kanadzie i Nowej Fundlandii.
- 1900 – Założono amerykańskie przedsiębiorstwo oponiarskie Firestone.
- 1901 – Brytyjski eksperymentalny niszczyciel HMS „Viper" rozbił się, bez strat w załodze, na skałach u wybrzeży wyspy Alderney w archipelagu Wysp Normandzkich.
- 1902 – Założono klub piłkarski Tigre Buenos Aires.
- 1904 – Brytyjska ekspedycja wojskowa pod wodzą Francisa Edwarda Younghusbanda zdobyła miasto Lhasa w Tybecie.
- 1909 – Założono klub sportowy Budapest Honvéd FC.
- 1910 – Germán Schreiber Waddington został premierem Peru.
- 1911 – Został obalony prezydent Haiti François C. Antoine Simon.
- 1914 – I wojna światowa: Niemcy wypowiedziały wojnę Francji, jednocześnie wojska niemieckie wkroczyły na terytorium neutralnej Belgii.
- 1916 – I wojna światowa: rozpoczęła się brytyjsko-turecka bitwa o Romani na Synaju.
- 1920 – Założono Muzeum Krajoznawcze w Nowosybirsku.
- 1925 – Warszawski prokurator Kazimierz Kasznica, jego 12-letni syn i 21-letni taternik Ryszard Wasserberger zmarli po wypiciu koniaku w okolicy Żabiego Stawu Jaworowego, znajdującego się w Dolinie Zadniej Jaworowej w słowackich Tatrach Wysokich. Tragedię przeżyła jedynie żona prokuratora.
- 1926 – W Guadalajarze w Meksyku doszło do pierwszych walk w czasie powstania Cristero.
- 1929 – W Rostowie nad Donem uruchomiono pierwszą w ZSRR automatyczną centralę telefoniczną.
- 1936 – Podczas XI Letnich Igrzysk Olimpijskich w Berlinie Amerykanin Jesse Owens zdobył w biegu na 100 metrów swój pierwszy z 4 złotych medali na tej imprezie.
- 1940:
  - Kampania wschodnioafrykańska: wojska włoskie rozpoczęły inwazję na Somali Brytyjskie.
  - Litwa została przyłączona do ZSRR.
- 1941 – Chorwaccy ustasze dokonali masakry ponad 2600 Serbów w mieście Glina w centralnej Chorwacji.
- 1944:
  - Wojna na Pacyfiku: amerykańskie i chińskie wojska po dwumiesięcznym oblężeniu zdobyły miasto Myitkyina w Birmie.
  - ZSRR i Liban nawiązały stosunki dyplomatyczne.
- 1946 – Camille Huysmans został premierem Belgii.
- 1947 – Uruchomiono komunikację tramwajową w rosyjskim Irkucku.
- 1948 – I wojna izraelsko-arabska: w Paryżu rozpoczęły się tajne izraelsko-transjordańskie rozmowy pokojowe.
- 1949:
  - Wszedł w życie Statut Rady Europy.
  - Z połączenia Basketball Association of America (BAA) z National Basketball League (NBL) powstała National Basketball Association (NBA).
- 1950 – W wyniku trzęsienia ziemi w wenezuelskim mieście El Tocuyo zginęło ok. 100 osób i zostało zburzone ponad 50% zabudowy.
- 1952 – W Helsinkach zakończyły się XV Letnie Igrzyska Olimpijskie.
- 1956 – Prezydent USA Dwight Eisenhower podpisał ustawę na mocy której w Grobie Nieznanych Żołnierzy na Narodowym Cmentarzu w Arlington, obok nieznanego żołnierza poległego w I wojnie światowej, można było pogrzebać również bezimiennych żołnierzy poległych w II wojnie światowej i wojnie koreańskiej.
- 1957 – ZSRR przeprowadził pierwszy na świecie test pocisku dalekiego zasięgu.
- 1958:
  - Amerykański atomowy okręt podwodny USS „Nautilus” przepłynął pod biegunem północnym.
  - Podczas wyścigu Formuły 1 o Grand Prix Niemiec na torze Nürburgring doszło do wypadku wozu Ferrari prowadzonego przez brytyjskiego kierowcę Petera Collinsa, który w wyniku odniesionych obrażeń zmarł tego samego dnia w szpitalu w Bonn.
- 1960:
  - Joaquín Balaguer został prezydentem Dominikany.
  - Niger uzyskał niepodległość (od Francji).
- 1961 – Wszedł do służby atomowy okręt podwodny USS „Thresher“, który zatonął na Atlantyku 10 kwietnia 1963 roku w czasie prób zdawczo-odbiorczych po remoncie wraz ze 129 osobami na pokładzie – członkami załogi i pracownikami stoczni Portsmouth Naval Shipyard.
- 1962 – W ogrodzie zoologicznym w Oklahoma City naukowcy z miejscowego uniwersytetu wstrzyknęli samcowi słonia indyjskiego o imieniu Tusko, w celu zbadania jego reakcji, 297 mg LSD (3 tys. razy więcej niż standardowa dawka dla człowieka), co doprowadziło do śmierci zwierzęcia po niespełna dwóch godzinach.
- 1963 – Zespół The Beatles po raz 275. i ostatni wystąpił w The Cavern Club w Liverpoolu.
- 1975:
  - 188 osób zginęło w katastrofie jordańskiego Boeinga 707 w Maroku.
  - Tymczasowy prezydent Komorów Ahmed Abdallah został obalony w wojskowym zamachu stanu.
- 1979 – Teodoro Obiang Nguema Mbasogo przejął w wyniku zamachu stanu władzę w Gwinei Równikowej.
- 1980 – W Moskwie zakończyły się XXII Letnie Igrzyska Olimpijskie.
- 1988:
  - Niemiec Mathias Rust, który 28 maja 1987 roku wylądował awionetką na Placu Czerwonym, został przedterminowo zwolniony z radzieckiego więzienia.
  - W Birmie wprowadzono stan wojenny.
- 1989 – Ali Akbar Haszemi Rafsandżani został prezydentem Iranu.
- 1993 – Valdis Birkavs został premierem Łotwy.
- 1997 – Należąca do Komorów wyspa Anjouan ogłosiła niepodległość.
- 2001 – W Londynie 7 osób zostało rannych w wyniku wybuchu bomby podłożonej przez Prawdziwą IRA.
- 2004:
  - NASA wystrzeliła w kierunku Merkurego sondę kosmiczną MESSENGER.
  - Turów na Białorusi otrzymał ponownie status miasta.
- 2005:
  - 14 żołnierzy amerykańskich zginęło po najechaniu ich pojazdu na przydrożną minę koło miasta Haditha w zachodnim Iraku.
  - Mahmud Ahmadineżad został prezydentem Iranu.
  - Po obaleniu Maawiji uld Sid’Ahmada nowym prezydentem Mauretanii został Ili uld Muhammad Fal.
- 2006 – Prezydent Ukrainy Wiktor Juszczenko desygnował na stanowisko premiera przywódcę Partii Regionów Wiktora Janukowycza.
- 2008 – 162 osoby zginęły, a około 400 zostało rannych w wyniku wybuchu paniki przed hinduistyczną świątynią w Naina Devi w indyjskim stanie Himachal Pradesh.
- 2010:
  - Dési Bouterse został prezydentem Surinamu.
  - Wybuchły krwawe zamieszki w pakistańskim Karaczi, w wyniku których w ciągu 6 dni zginęło 85 osób, a ok. 200 zostało rannych.
- 2012 – Podczas XXX Letnich Igrzysk Olimpijskich w Londynie złote medale dla Polski zdobyli: sztangista Adrian Zieliński i kulomiot Tomasz Majewski.
- 2013:
  - Hasan Rouhani został prezydentem Iranu.
  - Papież Franciszek mianował polskiego arcybiskupa Konrada Krajewskiego jałmużnikiem papieskim.
- 2014:
  - Ofensywa Państwa Islamskiego w Iraku: po zajęciu Sindżaru sunniccy ekstremiści zamordowali ponad 500 jezydów poprzez ścięcie, spalenie lub rozstrzelenie.
  - Wojna domowa w Syrii: 18 islamskich grup bojowych powołało Syryjską Radę Dowództwa Rewolucyjnego.
  - W wyniku trzęsienia ziemi w chińskiej prowincji Junnan zginęło 617, rannych zostało 3143, a za zaginione uznano 114 osób.
- 2019 – W supermarkecie sieci Walmart w El Paso w Teksasie 21-letni Patrick Crusius zastrzelił 22 osoby i zranł 24, po czym oddał się w ręce policji.

## Urodzili się
- 1509 – Étienne Dolet, francuski uczony, tłumacz, drukarz (zm. 1546)
- 1513 – Jan Hohenzollern, margrabia-elektor Brandenburgii (zm. 1571)
- 1524 – Kaspar von Logau, niemiecki duchowny katolicki, biskup wrocławski (zm. 1574)
- 1640 – Daniel Sinapius (starszy), słowacki duchowny protestancki, poeta, prozaik, tłumacz, pedagog (zm. 1688)
- 1654 – Karol I, landgraf Hesji-Kassel (zm. 1730)
- 1697 – Emanuel Bragança, infant portugalski (zm. 1766)
- 1723 – Nicolas de Pigage, francuski architekt (zm. 1796)
- 1729 – Dodo Heinrich zu Inn und Knyphausen, pruski polityk, dyplomata (zm. 1789)
- 1733 – Friedrich August von Zinzendorf, saski polityk, generał, dyplomata (zm. 1804)
- 1746 – James Wyatt, brytyjski architekt (zm. 1813)
- 1753 – Charles Stanhope, brytyjski arystokrata, polityk, uczony (zm. 1816)
- 1755 – Nicholas Gilman, amerykański polityk, senator (zm. 1814)
- 1761 – Franciszek Kodesch, czeski matematyk (zm. 1831)
- 1766 – Kurt Sprengel, niemiecki lekarz, botanik, mykolog, wykładowca akademicki (zm. 1833)
- 1770 – Fryderyk Wilhelm III Hohenzollern, król Prus (zm. 1840)
- 1786 – Adolph Wilhelm Otto, niemiecki anatom (zm. 1845)
- 1790 – John Cockerill, brytyjski przedsiębiorca (zm. 1840)
- 1791 – Charles Gordon-Lennox, brytyjski arystokrata, wojskowy, polityk (zm. 1860)
- 1798 – Prosper Duvergier de Hauranne, francuski dziennikarz, polityk (zm. 1881)
- 1799 – Carl Leopold Lohmeyer, niemiecki farmaceuta, autor pierwszego drukowanego przewodnika po Tatrach (zm. 1873)
- 1800:
  - Jacobus Grooff, holenderski duchowny katolicki, prefekt apostolski, a następnie wikariusz apostolski Gujany Holenderskiej (zm. 1852)
  - Angelo Ramazzotti, włoski duchowny katolicki, patriarcha Wenecji (zm. 1861)
  - Carmelo Scicluna, maltański hrabia, duchowny katolicki, biskup Malty (zm. 1888)
- 1801 – (lub 1803) Joseph Paxton, brytyjski ogrodnik, architekt (zm. 1865)
- 1803 – Siergiej Golicyn, rosyjski arystokrata, pisarz, śpiewak operowy (zm. 1868)
- 1808:
  - Hamilton Fish, amerykański prawnik, polityk (zm. 1893)
  - Markus Mosse, polski lekarz, powstaniec pochodzenia żydowskiego (zm. 1865)
- 1811 – Elisha Otis, amerykański przedsiębiorca, wynalazca (zm. 1861)
- 1817 – Albrecht Fryderyk Habsburg, austriacki książę, generał (zm. 1895)
- 1823:
  - Francisco Asenjo Barbieri, hiszpański kompozytor, dyrygent, muzykolog, krytyk muzyczny, pedagog (zm. 1894)
  - Antoni August Ledóchowski, polski rotmistrz (zm. 1885)
- 1832:
  - Edward Wilmot Blyden, liberyjski pisarz, dyplomata, polityk (zm. 1912)
  - Ivan Zajc, chorwacki kompozytor, dyrygent (zm. 1914)
- 1841 – Martin Róth, słowacki nauczyciel, działacz turystyczny pochodzenia niemieckiego (zm. 1917)
- 1847 – John Hamilton-Gordon, brytyjski arystokrata, polityk (zm. 1934)
- 1848 – Fedor Schuchardt, niemiecki psychiatra, specjalista medycyny sądowej (zm. 1913)
- 1849 – Jules Déjerine, francuski neurolog (zm. 1917)
- 1851:
  - George Francis Fitzgerald, irlandzki fizyk (zm. 1901)
  - Erazm Piltz, polski polityk, dyplomata, publicysta (zm. 1929)
- 1856 – Alfred Deakin, australijski polityk, premier Australii (zm. 1919)
- 1860 – William Kennedy Dickson, amerykański wynalazca (zm. 1935)
- 1861 – Samuel M. Shortridge, amerykański polityk (zm. 1952)
- 1862 – Oswald Külpe, amerykański psycholog, filozof (zm. 1915)
- 1867 – Stanley Baldwin, brytyjski polityk, premier Wielkiej Brytanii (zm. 1947)
- 1870 – Carrie Ingalls, amerykańska dziennikarka (zm. 1946)
- 1871 – Vernon Louis Parrington, amerykański historyk literatury i myśli społecznej (zm. 1929)
- 1872 – Haakon VII, król Norwegii (zm. 1957)
- 1873 – Alexander Posey, amerykański dziennikarz, satyryk, poeta, polityk (zm. 1908)
- 1879 – Georges Leuillieux, francuski pływak (zm. 1950)
- 1880 – Ludwik Eminowicz, polski poeta, tłumacz (zm. 1946)
- 1881:
  - Élie Blanchard, kanadyjski zawodnik lacrosse (zm. 1941)
  - Jan Matzal Troska, czeski pisarz (zm. 1961)
- 1882 – Vilém Mathesius, czeski językoznawca, historyk i badacz literatury (zm. 1945)
- 1884:
  - Georges Boillot, francuski kierowca wyścigowy, pilot myśliwski (zm. 1916)
  - Josias Braun-Blanquet, szwajcarski botanik, ekolog (zm. 1980)
  - Constant Feith, holenderski piłkarz (zm. 1958)
- 1885 – Adam Dobosz, polski śpiewak operowy (tenor) (zm. 1952)
- 1887:
  - Rupert Brooke, brytyjski poeta (zm. 1915)
  - Otton Nikodym, polski matematyk, wykładowca akademicki (zm. 1974)
  - Roman Rybarski, polski ekonomista, polityk, poseł na Sejm RP (zm. 1942)
- 1888:
  - Bolesław Grudzieński, polski duchowny katolicki (zm. 1952)
  - Michael Karpovich, amerykański historyk pochodzenia rosyjskiego (zm. 1959)
  - August Kubizek, austriacki dyrygent, przyjaciel Adolfa Hitlera z okresu młodości (zm. 1956)
- 1889:
  - Dominik Dratwa, polski pedagog, polityk, poseł na Sejm RP (zm. 1941)
  - Otto Gutfreund, czeski rzeźbiarz, rysownik, ceramik (zm. 927)
- 1890:
  - Charles Edison, amerykański przedsiębiorca, polityk (zm. 1969)
  - Konstantin Mielnikow, rosyjski architekt, malarz (zm. 1974)
  - Dominik Zbierski, polski pedagog, polityk, senator RP (zm. 1940)
- 1891 – Wawrzyniec Mazany, polski kapitan, żołnierz ZWZ (zm. 1942)
- 1892 – William Jeffrey, szkocki trener piłkarski (zm. 1966)
- 1893 – Dominik Čipera, czechosłowacki polityk (zm. 1963)
- 1895:
  - Edmond Friedel, francuski geolog, wykładowca akademicki (zm. 1972)
  - Szczepan Kowalczyk, polski nauczyciel, działacz oświatowy (zm. 1968)
- 1896:
  - Tadeusz Bartoszek, polski kapitan rezerwy lekarz, żołnierz AK, uczestnik powstania warszawskiego (zm. 1944)
  - Stanisław Culic, polski major (zm. 1959)
  - Thomas M. Eaton, amerykański polityk (zm. 1939)
  - Artur Marczewski, polski piłkarz (zm. 1945)
- 1897:
  - Marian Bomba, polski działacz socjalistyczny (zm. 1960)
  - Gabriel Acacius Coussa, syryjski duchowny Kościoła melchickiego, kardynał (zm. 1962)
  - Johánnes Gunnarsson, islandzki duchowny katolicki, wikariusz apostolski Islandii (zm. 1972)
- 1898:
  - Ildebrando Antoniutti, włoski kardynał, nuncjusz apostolski (zm. 1974)
  - Wanda Langiertówna, polska działaczka niepodległościowa (zm. 1919)
  - Karl Kehrle, niemiecki benedyktyn, pszczelarz (zm. 1996)
- 1899:
  - Louis Chiron, monakijski kierowca wyścigowy (zm. 1979)
  - Władysław Cichoracki, polski aktor (zm. 1967)
  - Jean Cugnot, francuski kolarz torowy (zm. 1933)
- 1900:
  - Fernand Canteloube, francuski kolarz szosowy (zm. 1976)
  - Ernie Pyle, amerykański dziennikarz, korespondent wojenny (zm. 1945)
- 1901:
  - Friedrich-Wilhelm Krummacher, niemiecki biskup i teolog ewangelicki  (zm. 1974)
  - John C. Stennis, amerykański polityk, senator (zm. 1995)
  - Stefan Wyszyński, polski duchowny katolicki, arcybiskup warszawsko-gnieźnieński i prymas Polski, kardynał (zm. 1981)
- 1902:
  - Regina Jonas, pierwsza kobieta-rabin (zm. 1944)
  - Andrzej Krzeptowski II, polski narciarz, kierownik schronisk tatrzańskich (zm. 1981)
- 1903:
  - Habib Burgiba, tunezyjski polityk, prezydent Tunezji (zm. 2000)
  - Fahri Korutürk, turecki admirał, polityk, prezydent Turcji (zm. 1987)
- 1904:
  - Clifford D. Simak, amerykański pisarz science fiction (zm. 1988)
  - Dolores del Río, meksykańska aktorka (zm. 1983)
- 1905 – Franz König, austriacki duchowny katolicki, arcybiskup Wiednia, kardynał (zm. 2004)
- 1906:
  - Otto Axer, polski scenograf, malarz, grafik, ilustrator, pedagog (zm. 1983)
  - Wanda Grodzieńska, polska autorka i krytyk literatury dziecięcej (zm. 1966)
  - Frederick Lee, brytyjski polityk (zm. 1984)
- 1907:
  - Adrienne Ames, amerykańska aktorka (zm. 1947)
  - Ernesto Geisel, brazylijski generał, polityk, prezydent Brazylii (zm. 1996)
- 1909:
  - Stanisław Piętak, polski pisarz (zm. 1964)
  - Stanisław Poznański, polski malarz, grafik (zm. 1996)
- 1910 – Wacław Dworzecki, radziecki aktor pochodzenia polskiego (zm. 1993)
- 1911:
  - Pierina Gilli, włoska pielęgniarka, mistyczka (zm. 1991)
  - Rita Jacobson, południowoafrykańska brydżystka (zm. 1992)
- 1912:
  - Kazimierz Dembowski, polski jezuita, męczennik, Sługa Boży (zm. 1942)
  - Pjetër Gjoka, albański aktor, wokalista, dziennikarz (zm. 1982)
  - Otto Siffling, niemiecki piłkarz (zm. 1939)
- 1913:
  - Harold Cagle, amerykański lekkoatleta, sprinter (zm. 1977)
  - Henryk Leliński, polski polonista, nauczyciel, polityk, poseł na Sejm PRL (zm. 1989)
- 1914:
  - Aristides Leão, brazylijski biolog (zm. 1993)
  - Anna Maria Rayske, polska opiekunka społeczna, działaczka ruchu oporu (zm. 1944)[3][4]
- 1915:
  - Donald Griffin, amerykański zoolog (zm. 2003)
  - John Loaring, kanadyjski lekkoatleta, płotkarz i sprinter (zm. 1969)
  - Andrzej Weber, polski dziennikarz, polityk (zm. 1983)
- 1916 – Hertha Feiler, austriacka aktorka (zm. 1970)
- 1917:
  - Stefan Franczak, polski jezuita, hodowca roślin ozdobnych (zm. 2009)
  - Rudolf Gnägi, szwajcarski polityk, prezydent Szwajcarii (zm. 1985)
- 1918:
  - Ilja Andrianow, radziecki pułkownik pilot, as myśliwski (zm. 1997)
  - James MacGregor Burns, amerykański biograf, politolog (zm. 2014)
- 1919:
  - Mieczysław Gracz, polski piłkarz, trener (zm. 1991)
  - Mieczysław Kurzyna, polski podporucznik, uczestnik powstania warszawskiego (zm. 1983)
  - Stefan Sidoruk, polski poeta, prozaik, twórca ludowy, działacz kulturalny, społeczny i samorządowy, malarz, korzenioplastyk, rolnik, pszczelarz, sadownik (zm. 2012)
- 1920:
  - Norman Dewis, brytyjski kierowca wyścigowy, inżynier, konstruktor (zm. 2019)
  - P.D. James, brytyjska pisarka (zm. 2014)
  - Longin Janeczek, polski podpułkownik, piłkarz, trener (zm. 2001)
  - Charlie Shavers, amerykański trębacz jazzowy, kompozytor, aranżer (zm. 1971)
- 1921:
  - Richard Adler, amerykański kompozytor (zm. 2012)
  - Frank De Felitta, amerykański reżyser filmowy (zm. 2016)
  - Zbigniew Kryński, polski aktor (zm. 1995)
  - Marilyn Maxwell, amerykańska aktorka (zm. 1972)
- 1922 – John Eisenhower, amerykański generał, dyplomata, pisarz (zm. 2013)
- 1923:
  - Jean Hagen, amerykańska aktorka (zm. 1977)
  - Zygmunt Malawski, polski aktor (zm. 1983)
  - Humberto Saavedra, boliwijski piłkarz
  - Szenuda III, egipski duchowny ortodoksyjnego Kościoła koptyjskiego, koptyjski patriarcha Aleksandrii (zm. 2012)
- 1924:
  - Anatolij Aleksin, rosyjski i izraelski prozaik, poeta (zm. 2017)
  - Karl Gotch, belgijski zapaśnik, wrestler, trener (zm. 2007)
  - Wiesława Otocka, polska montażystka filmowa (zm. 2008)
  - Max van der Stoel, holenderski polityk (zm. 2011)
  - Leon Uris, amerykański pisarz pochodzenia żydowskiego (zm. 2003)
- 1925:
  - Karel Fiala, czeski śpiewak operowy (tenor), aktor (zm. 2020)
  - Robert Howe, australijski tenisista (zm. 2004)
  - Alain Touraine, francuski socjolog, wykładowca akademicki (zm. 2023)
- 1926:
  - Loris Campana, włoski kolarz torowy (zm. 2015)
  - Tony Bennett, amerykański wokalista jazzowy (zm. 2023)
  - Orval H. Hansen, amerykański polityk (zm. 2017)
  - Dodie Heath, amerykańska aktorka (zm. 2023)
  - Gordon Scott, amerykański aktor (zm. 2007)
- 1927:
  - Walter Meier, niemiecki lekkoatleta, wieloboista, pisarz (zm. 2017)
  - Elliot Silverstein, amerykański reżyser filmowy (zm. 2023)
- 1928:
  - Janet Abu-Lughod, amerykańska socjolog (zm. 2013)
  - Cécile Aubry, francuska pisarka, scenarzystka filmowa, aktorka (zm. 2010)
  - Luigi Colani, niemiecki projektant wzorów przemysłowych pochodzenia kurdyjsko-polskiego (zm. 2019)
  - James B. Harris, amerykański reżyser, scenarzysta i producent filmowy
  - Reza Mohammadi Langroudi, irański duchowny szyicki, ajatollah (zm. 2020)
- 1929:
  - Walter Michael Ebejer, maltański duchowny katolicki, biskup União da Vitória w Brazylii (zm. 2021)
  - Zdzisław Krzyszkowiak, polski lekkoatleta, długodystansowiec (zm. 2003)
  - Heini Scheller, szwajcarski wioślarz (zm. 1957)
- 1930:
  - Kenneth Angell, amerykański duchowny katolicki, biskup Burlington (zm. 2016)
  - Edward Górecki, polski duchowny katolicki, teolog, specjalista od prawa kanonicznego (zm. 2021)
  - Jerzy Kowalczyk, polski historyk sztuki (zm. 2018)
- 1931:
  - Karol Dillenius, polski aktor (zm. 2017)
  - Janusz Siemiątkowski, polski pilot, instruktor szybowcowy, samolotowy i śmigłowcowy, ratownik górski (zm. 2016)
  - Marlene Smith, kanadyjska łyżwiarka figurowa (zm. 2009)
  - Władimir Trusieniow, rosyjski lekkoatleta, dyskobol (zm. 2001)
- 1932:
  - Anatolij Gawriłow, ukraiński operator filmów animowanych (zm. 2021)
  - Krystyna Łubieńska, polska aktorka (zm. 2023)
  - Zdzisław Tarkowski, polski polityk, poseł na Sejm PRL (zm. 2021)
- 1933:
  - Jacek Antonowicz, polski hutnik, polityk, poseł na Sejm PRL
  - Alekos Sofianidis, grecki piłkarz, trener (zm. 2010)
  - Jerzy Urban, polski dziennikarz, publicysta, pisarz, satyryk, polityk, rzecznik prasowy rządu pochodzenia żydowskiego (zm. 2022)
- 1934:
  - Henrique Frade, brazylijski piłkarz (zm. 2004)
  - Jonas Savimbi, angolski polityk, lider UNITA (zm. 2002)
  - Grace Wahba, amerykańska matematyk, statystyk, wykładowczyni akademicka
- 1935:
  - Omero Antonutti, włoski aktor (zm. 2019)
  - Catherine Lalumière, francuska prawnik, polityk, sekretarz generalna Rady Europy
  - Antoni Paszkowicz, polski koszykarz (zm. 1997)
  - Gieorgij Szonin, radziecki pilot wojskowy, kosmonauta (zm. 1997)
- 1936:
  - Szelomo Breznic, izraelski psycholog, polityk
  - Udo Düllick, niemiecka ofiara muru berlińskiego (zm. 1961)
  - Erich Hof, austriacki piłkarz (zm. 1995)
  - Marian Pulina, polski geograf, speleolog, grotołaz (zm. 2005)
- 1937:
  - Steven Berkoff, brytyjski aktor, reżyser i scenarzysta filmowy pochodzenia rosyjskiego
  - Roland Burris, amerykański polityk, senator
  - Andrés Gimeno, hiszpański tenisista (zm. 2019)
  - Josef Haas, szwajcarski biegacz narciarski (zm. 2024)
  - Stanisław Kocot, polski piłkarz, trener (zm. 2024)
  - Małgorzata Prażmowska, polska aktorka (zm. 2021)
  - Walerij Sajkin, rosyjski działacz gospodarczy, polityk (zm. 2024)
- 1938:
  - Wasilis Daniil, grecki trener piłkarski
  - Włodzimierz Mokrzyszczak, polski inżynier, polityk, dyplomata
- 1939:
  - Edward Borysewicz, polski kolarz szosowy, trener (zm. 2020)
  - Andrzej Dłużniewski, polski malarz, rysownik, grafik, pisarz (zm. 2012)
  - Francesco D’Onofrio, włoski prawnik, wykładowca akademicki, polityk
- 1940:
  - Nikolaos Papakiriazis, grecki lekarz, polityk (zm. 2003)
  - Martin Sheen, amerykański aktor, działacz pacyfistyczny pochodzenia irlandzko-hiszpańskiego
  - Joginder Singh, indyjski hokeista na trawie, trener (zm. 2002)
- 1941:
  - Hage Geingob, namibijski politolog, polityk, minister transportu i handlu, premier i prezydent Namibii (zm. 2024)
  - Grzegorz Rosiński, polski rysownik, autor komiksów
  - Martha Stewart, amerykańska prezenterka telewizyjna pochodzenia polskiego
- 1942:
  - Jaroslav Holík, czeski hokeista (zm. 2015)
  - Hugo Simon, austriacki jeździec sportowy
  - Walter Szołtysek, polski sztangista
- 1943:
  - Krystyna Bernadotte, członkini szwedzkiej rodziny królewskiej
  - Béla Bollobás, węgiersko-brytyjski matematyk, wykładowca akademicki
  - Alfrēds Čepānis, łotewski działacz komunistyczny, polityk, przewodniczący Sejmu (zm. 2024)
  - Sergio Liani, włoski lekkoatleta, płotkarz
  - Roberto Speciale, włoski samorządowiec, polityk
- 1944:
  - Dejan Dabović, jugosłowiański piłkarz wodny (zm. 2020)
  - Cas Janssens, holenderski piłkarz (zm. 2024)
  - Krzysztof Pasierbiewicz, polski geolog, pisarz, bloger
- 1945:
  - George Saitoti, kenijski polityk, wiceprezydent (zm. 2012)
  - Leszek Żeleźniak, polski bokser (zm. 2022)
- 1946:
  - Petko Petkow, bułgarski piłkarz, trener (zm. 2020)
  - Jack Straw, brytyjski polityk
  - Jacques Teugels, belgijski piłkarz (zm. 2024)
- 1947:
  - Vítězslav Jandák, czeski aktor, polityk, minister kultury
  - Sally Oldfield, brytyjska piosenkarka, multiinstrumentalistka, kompozytorka, autorka tekstów pochodzenia irlandzkiego
  - Popke Oosterhof, holenderski kolarz szosowy
  - Tadahiko Ueda, japoński piłkarz (zm. 2015)
  - Janusz Węgiełek, polski pisarz, tłumacz
- 1948:
  - Leon Ichaso, amerykański reżyser filmowy pochodzenia kubańskiego
  - Péter Juhász, węgierski piłkarz (zm. 2024)
  - Stanislas Lalanne, francuski duchowny katolicki, biskup Pontoise
  - Antoni Macierewicz, polski historyk, publicysta, polityk, poseł na Sejm RP, minister spraw wewnętrznych i obrony narodowej
  - Jean-Pierre Raffarin, francuski polityk, premier Francji
- 1949:
  - Philip Casnoff, amerykański aktor, piosenkarz, pianista, reżyser telewizyjny
  - Christoph Geiser, szwajcarski prozaik, poeta
  - Albin Głowacki, polski historyk
  - Michael Laver, brytyjski teoretyk polityki
- 1950:
  - Waldemar Cierpinski, niemiecki lekkoatleta, maratończyk
  - John Landis, amerykański reżyser i scenarzysta filmowy pochodzenia żydowskiego
  - Grzegorz Opolski, polski kardiolog
  - Ernesto Samper Pizano, kolumbijski dyplomata, polityk, prezydent Kolumbii
- 1951:
  - Liz Barnes, brytyjska lekkoatletka, biegaczka średniodystansowa
  - Paolo Bertolucci, włoski tenisista, trener
  - Marcel Dionne, kanadyjski hokeista
  - Axel Poniatowski, francuski polityk
  - Hans Schlegel, niemiecki fizyk, astronauta
  - Zozym (Szioszwili), gruziński biskup prawosławny
  - Lucien Weiler, luksemburski prawnik, polityk
- 1952:
  - Osvaldo Ardiles, argentyński piłkarz, trener
  - Krzysztof Ciepliński, polski muzyk, gitarzysta, wokalista (zm. 2008)
  - Janusz Filipiak, polski informatyk, przedsiębiorca, działacz piłkarski (zm. 2023)
  - Zbyszek Godlewski, polski stoczniowiec (zm. 1970)
  - Michał Michalski, polski kontradmirał
  - Thomas Munkelt, niemiecki lekkoatleta, płotkarz
  - Axel Schäfer, niemiecki polityk, eurodeputowany
  - Jerzy Snopek, polski historyk literatury i kultury, tłumacz, wykładowca akademicki, dyplomata
  - Ihor Woźniak, ukraiński duchowny greckokatolicki, arcybiskup lwowski
- 1953:
  - Mauro Fernandes, brazylijski piłkarz, trener
  - Bob Gross, amerykański koszykarz pochodzenia żydowskiego
  - Shéu Han, portugalski piłkarz, trener pochodzenia mozambicko-chińskiego
  - Paulo Isidoro, brazylijski piłkarz
  - Jacek Kluczkowski, polski dziennikarz, urzędnik państwowy, dyplomata
  - Grzegorz Rydlewski, polski politolog, polityk
  - Małgorzata Stryjska, Polska lekarka, polityk, poseł na Sejm RP
  - Eberhard Weise, niemiecki bobsleista
- 1954:
  - Juan Antonio Corbalán, hiszpański koszykarz
  - Mária Grosch, węgierska szachistka
  - Krzysztof Tomasz Niemiec, polski ginekolog-położnik (zm. 2012)
  - Chris Tvedt, norweski adwokat, pisarz
  - Lothar Woelk, niemiecki piłkarz
- 1955:
  - Anad Abid, iracki piłkarz
  - Gordon Davies, walijski piłkarz
  - Hamid Drake, amerykański perkusista jazzowy
  - Roman Jankowski, polski neurochirurg, wykładowca akademicki (zm. 2021)
  - Multamia Lauder, indonezyjska językoznawczyni, wykładowczyni akademicka
  - Andrea Ronchi, włoski dziennikarz, polityk
  - Siegfried Selberherr, szwajcarski mikroelektronik, wykładowca akademicki
  - Renate Weber, rumuńska prawnik, polityk, eurodeputowana, rzecznik praw obywatelskich
- 1956:
  - Czesław Apiecionek, polski księgarz
  - Leszek Budrewicz, polski działacz studencki, dziennikarz, prozaik, poeta
  - Igor Korobow, rosyjski wojskowy, szef GRU (zm. 2018)
  - Stanisław Krajski, polski historyk filozofii, wykładowca akademicki, publicysta, prozaik, tłumacz
  - Joanna Skórnicka, polska tłumaczka
- 1957:
  - Stanisław Olszański, polski generał brygady
  - Bodo Rudwaleit, niemiecki piłkarz, bramkarz
  - Mani Shankar, indyjski reżyser filmowy
  - László Szigeti, słowacki nauczyciel, polityk pochodzenia węgierskiego
  - Krzysztof Turowiecki, polski poeta, animator kultury
- 1958:
  - Peter Eriksson, szwedzki polityk
  - Bettine Jahn, niemiecka lekkoatletka, sprinterka
  - Jolanta Kania-Szczygielska, polska siatkarka
  - Ryszard Andrzej Ostrowski, polski polityk, prawnik, poseł na Sejm RP
  - Kurt Thiim, duński kierowca wyścigowy
  - Lambert Wilson, francuski aktor, reżyser filmowy, teatralny, telewizyjny i radiowy, piosenkarz
- 1959:
  - Martin Atkins, brytyjski perkusista, członek zespołów: Public Image Ltd, Ministry, Pigface, Killing Joke i Nine Inch Nails
  - Ryszard Demczuk, polski kontradmirał
  - John C. McGinley, amerykański aktor, producent i scenarzysta filmowy
  - Kōichi Tanaka, japoński chemik, wykładowca akademicki, laureat Nagrody Nobla
  - Janusz Zarenkiewicz, polski bokser
- 1960:
  - Antonello Antinoro, włoski polityk, eurodeputowany
  - Henk Baars, holenderski kolarz przełajowy i górski
  - Ellen Becker, niemiecka wioślarka
  - Przemysław Kowalski, polski scenograf filmowy
  - Tim Mayotte, amerykański tenisista
  - Kim Milton Nielsen, duński sędzia piłkarski
  - Anna-Maria Rawnopolska-Dean, bułgarska kompozytorka, harfistka, pedagog
  - Jolanta Stalmach-Chylińska, polska lekkoatletka, sprinterka i płotkarka
  - Katarzyna Suska, polska śpiewaczka operowa (mezzosopran)
- 1961:
  - Molly Hagan, amerykańska aktorka
  - Félix Izeta Txabarri, hiszpański szachista narodowości baskijskiej
  - Mirab Kiszmarija, abchaski generał armii, polityk
  - Tomasz Ławniczak, polski samorządowiec, polityk, poseł na Sejm RP
  - Uschi Zietsch, niemiecka pisarka
- 1962:
  - Magdalena Jedlewska, polska pięcioboistka nowoczesna
  - Maurice Malpas, szkocki piłkarz, trener
  - Tsutomu Sakamoto, japoński kolarz torowy
- 1963:
  - Tasmin Archer, brytyjska piosenkarka
  - James Hetfield, amerykański wokalista, gitarzysta, członek zespołu Metallica
  - Libor Pimek, belgijski tenisista pochodzenia czeskiego
  - Isaiah Washington, amerykański aktor
- 1964:
  - Eyüp Can, turecki bokser
  - Lucky Dube, południowoafrykański muzyk reggae (zm. 2007)
  - Joan Higginbotham, amerykańska inżynier, astronautka
  - Ye Qiaobo, chińska łyżwiarka szybka
  - Abhisit Vejjajiva, tajski polityk, premier Tajlandii
  - Andrzej Wyrobiec, polski przedsiębiorca, urzędnik państwowy
- 1965:
  - Piotr Hemmerling, polski pedagog, samorządowiec, wicewojewoda kujawsko-pomorski
  - Bogdan Nowak, polski pilot wojskowy, samorządowiec, wicemarszałek województwa lubuskiego
  - Dariusz Pasieka, polski piłkarz, trener
  - Jordi Sans, hiszpański piłkarz wodny
- 1966:
  - Eric Esch, amerykański zawodnik sportów walki
  - Stefan Kruger, południowoafrykański tenisista
  - Marco Mellino, włoski duchowny katolicki, sekretarz Rady Kardynałów
  - Adrianus Taroreh, indonezyjski bokser (zm. 2013)?
- 1967:
  - Dariusz Błażejewski, polski aktor
  - Deborah Dyer, brytyjska piosenkarka, autorka tekstów, modelka
  - Mathieu Kassovitz, francuski aktor, reżyser, scenarzysta i producent filmowy
  - Natalia Ramírez, kolumbijska aktorka
  - Grzegorz Ryś, polski siatkarz, trener
- 1968:
  - Romuald Janusz, polski żużlowiec
  - Nelson Loyola, kubański szpadzista
  - Paweł Poszytek, polski anglista, pedagog, gitarzysta
  - Eyjólfur Sverrisson, islandzki piłkarz, trener
  - Ornela Vorpsi, albańska pisarka, malarka, fotograficzka
- 1969:
  - Manjola Nallbani, albańska śpiewaczka operowa (sopran)
  - Tomáš Zatloukal, czeski pedagog, polityk
- 1970:
  - Stephen Carpenter, amerykański gitarzysta, kompozytor, członek zespołu Deftones
  - Thierry Neuvic, francuski aktor
  - Oleg Pieszkow, rosyjski podpułkownik pilot (zm. 2015)
  - Rafał Przedmojski, polski szachista
- 1971:
  - Zlatibor Lončar, serbski chirurg, transplantolog, polityk, minister zdrowia
  - Pascal Renier, belgijski piłkarz
  - Kazuaki Tasaka, japoński piłkarz
  - Piotr Woźny, polski prawnik, urzędnik państwowy
  - Cathrine Zaborowski, norweska piłkarka pochodzenia polskiego
- 1972:
  - Siergiej Flerko, rosyjski sztangista, trójboista siłowy, strongman
  - Jorge Luis Pila, kubański aktor, tancerz, model, piosenkarz
  - Andrzej Szweda-Lewandowski, polski biolog, urzędnik państwowy
  - Davide Tovo, włoski siatkarz
- 1973:
  - Jay Cutler, amerykański kulturysta
  - Michael Ealy, amerykański aktor
  - Ana Ivis Fernández Valle, kubańska siatkarka
  - Stephen Graham, brytyjski aktor
  - Chris Murphy, amerykański polityk, senator
- 1974:
  - Ołeksij Czystiakow, ukraiński piłkarz
  - Michael Gray, angielski piłkarz
  - Igor Janowski, rosyjski piłkarz
  - Wiaczesław Jefimenko, ukraiński piłkarz
  - Anna Łukaszewska-Trzeciakowska, polska ekonomistka, urzędniczka państwowa
  - Odelín Molina, kubański piłkarz, bramkarz
  - Andreas Schifferer, austriacki narciarz alpejski
  - Iwan Wyrypajew, rosyjski aktor, reżyser, dramaturg
- 1975:
  - José Antonio Álvarez Sánchez, hiszpański duchowny katolicki, biskup pomocniczy Madrytu
  - Ołeksij Arestowycz, ukraiński podpułkownik rezerwy, analityk polityczny i wojskowy pochodzenia polsko-białorusko-rosyjskiego
  - Paulo Benedeti, kolumbijski aktor, model
  - Felix Brych, niemiecki sędzia piłkarski
  - Aleksandr Familcew, kazachski piłkarz
  - Wael Gomaa, egipski piłkarz
  - Hixxy, brytyjski didżej, producent muzyczny
  - Remigiusz Ławniczek, polski judoka
  - Néider Morantes, kolumbijski piłkarz
  - Anne Morlot, francuska judoczka
  - Evika Siliņa, łotewska prawnik, polityk, premier Łotwy
- 1976:
  - Hugh Allan, brytyjski norbertanin, administrator apostolski Falklandów i superior wysp św. Heleny, Wniebowstąpienia i Tristan da Cunha
  - Khamis Al-Zahrani, saudyjski piłkarz
  - Evandro Luis Braun, brazylijski duchowny katolicki, biskup Campo Mourão
  - Lubor Knapp, czeski piłkarz
  - Fredric Lundqvist, szwedzki piłkarz
- 1977:
  - Kriton Arsenis, grecki ekolog, polityk
  - Tom Brady, amerykański futbolista
  - Maria Cześnik, polska triathlonistka
  - Tómas Lemarquis, islandzko-francuski aktor
  - Milan Obradović, serbski piłkarz
  - Konstantyn (Ostrowski), rosyjski biskup prawosławny
  - Óscar Pereiro Sio, hiszpański kolarz szosowy
  - Kristina Schröder, niemiecka socjolog, polityk
  - Rui Silva, portugalski lekkoatleta, średniodystansowiec
- 1978:
  - Patrice Abanda, kameruński piłkarz
  - Rati Aleksidze, gruziński piłkarz
  - Collin Benjamin, namibijski piłkarz
  - Juan Carlos Higuero, hiszpański lekkoatleta, średniodystansowiec
  - Leslie Holligan, gujański piłkarz (zm. 2007)
  - Mariusz Jop, polski piłkarz, trener
  - Michał Przybylski, polski piłkarz ręczny, trener
  - Małgorzata Tomporek, polska koszykarka
  - Shanelle Workman, amerykańska aktorka
- 1979:
  - Aleksandra Hadzik, polska urzędniczka państwowa
  - Evangeline Lilly, kanadyjska aktorka
  - Maria Haukaas Mittet, norweska piosenkarka, kompozytorka, aktorka
  - Monique Riekewald, niemiecka skeletonistka
  - Aimen Rizouk, algierski szachista
  - Włodzimierz (Szłapak), ukraiński biskup prawosławny
  - René Tórgarð, farerski piłkarz, bramkarz
- 1980:
  - Nadia Ali, amerykańsko-pakistańska piosenkarka
  - Elmar Baxşıyev, azerski piłkarz
  - Krystian Długopolski, polski skoczek narciarski
  - Albert Kraus, holenderski kick-boxer
  - Beata Liszewska, polska montażystka filmowa
  - Magdalena Mleczko, polska piłkarka
  - Michał Robacki, polski żużlowiec
  - Paulus Roiha, fiński piłkarz
- 1981:
  - Jan Dziedziczak, polski politolog, polityk, poseł na Sejm RP
  - Pablo Ibáñez, hiszpański piłkarz
  - Lucas Lobos, meksykański piłkarz pochodzenia argentyńskiego
  - Natalija Skakun, ukraińska sztangistka
- 1982:
  - Wiktor Chriapa, rosyjski koszykarz
  - Kempes, brazylijski piłkarz (zm. 2016)
- 1983:
  - Giorgia Bronzini, włoska kolarka szosowa i torowa
  - Tord Asle Gjerdalen, norweski biegacz narciarski
  - Drago Vuković, chorwacki piłkarz ręczny
  - Francisco Zuela, angolski piłkarz
- 1984:
  - Erika Araki, japońska siatkarka
  - Nabil Aslam, pakistański piłkarz
  - Mile Jedinak, australijski piłkarz pochodzenia chorwackiego
  - Ryan Lochte, amerykański pływak
  - Kyle Schmid, amerykański aktor
- 1985:
  - Benjamin Herth, niemiecki piłkarz ręczny
  - Kornelia Kubińska, polska biegaczka narciarska
  - Brent Kutzle, amerykański muzyk, członek zespołu OneRepublic
  - Rubén Limardo, wenezuelski szpadzista
  - Sonny Bill Williams, nowozelandzki rugbysta, bokser
  - Gani Żajłauow, kazachski bokser
- 1986:
  - Charlotte Casiraghi, członkini monakijskiej rodziny książęcej
  - Darja Domraczewa, białoruska biathlonistka
  - Ludwik, luksemburski książę
- 1987:
  - Gary Medel, chilijski piłkarz
  - Mandy Mulder, holenderska żeglarka sportowa
  - Willis Plaza, trynidadzko-tobagijski piłkarz
  - Jhasmin Player, amerykańska koszykarka, trenerka
  - A.J. Slaughter, polski koszykarz pochodzenia amerykańskiego
  - Alexander Søderlund, norweski piłkarz
- 1988:
  - Christine Ko, amerykańska aktorka
  - Lauren Schmetterling, amerykańska wioślarka
  - Fabio Scozzoli, włoski pływak
  - Sven Ulreich, niemiecki piłkarz, bramkarz
  - Santiago Vergini, argentyński piłkarz
- 1989:
  - Jules Bianchi, francuski kierowca wyścigowy (zm. 2015)
  - Sanrawat Dechmitr, tajski piłkarz
  - Sam Hutchinson, angielski piłkarz
  - Jarosław Rakicki, ukraiński piłkarz
  - Ricky Taylor, amerykański kierowca wyścigowy
  - Nick Viergever, holenderski piłkarz
  - Themba Zwane, południowoafrykański piłkarz
- 1990:
  - Silvan Dillier, szwajcarski kolarz szosowy
  - Moritz Körner, niemiecki polityk
  - Lu Haojie, chiński sztangista
  - Bastien Midol, francuski narciarz dowolny
  - Sara Pereira, brazylijska lekkoatletka, tyczkarka
  - Misza Romanowa, ukraińska wokalistka, członkini zespołu Nu Virgos
  - Haruka Tachimoto, japońska judoczka
  - Witalij Wiceneć, ukraiński piłkarz
- 1991:
  - Mayra Aguiar, brazylijska judoczka
  - Priscilla Gneto, francuska judoczka pochodzenia iworyjskiego
  - Şəfaqət Həbibova, azerska siatkarka
  - Joevin Jones, trynidadzko-tobagijski piłkarz
  - Kaori Kawanaka, japońska łuczniczka
- 1992:
  - Karlie Kloss, amerykańska modelka pochodzenia duńskiego
  - Gesa Felicitas Krause, niemiecka lekkoatletka, biegaczka długodystansowa
  - Diāna Marcinkēviča, łotewska tenisistka
  - Jannik Vestergaard, duński piłkarz pochodzenia niemieckiego
- 1993:
  - David Amaro, słoweński piosenkarz, autor tekstów
  - Simona Belotti, szwajcarska siatkarka
  - Malte Jakschik, niemiecki wioślarz
  - Naz Mitrou-Long, kanadyjski koszykarz pochodzenia grecko-trynidadzko-tobagijskiego
  - Anna Schell, niemiecka zapaśniczka
  - Mate Krešimir Tomljenović, chorwacki hokeista, bramkarz
  - Kaspars Vecvagars, łotewski koszykarz
  - Maharu Yoshimura, japoński tenisista stołowy
- 1994:
  - Lina Ǵorčeska, macedońska tenisistka
  - Conor Morgan, kanadyjsko-irlandzki koszykarz
  - Corentin Tolisso, francuski piłkarz pochodzenia togijskiego
- 1995:
  - Samuli Kaislasalo, fiński siatkarz
  - Wiktorija Kan, rosyjska tenisistka pochodzenia koreańsko-uzbeckiego
  - Kelan Martin, amerykański koszykarz
  - Kendrick Nunn, amerykański koszykarz
  - Shea Theodore, kanadyjski hokeista
  - Ilja Własow, rosyjski siatkarz
- 1996:
  - Wassim Ben Tara, tunezyjski siatkarz
  - Ołeksandr Zubkow, ukraiński piłkarz
- 1997:
  - Daniel Crowley, angielski piłkarz pochodzenia irlandzkiego
  - Tim Fuchs, niemiecki skoczek narciarski
  - Kaja Ziomek, polska łyżwiarka szybka
- 1998:
  - Eduardo Aguirre, meksykański piłkarz
  - Claire Buhrfeind, amerykańska wspinaczka sportowa
  - Trevon Duval, amerykański koszykarz
  - Edo Kayembe, kongijski piłkarz n
  - Jagoda Mierzyńska, polska lekkoatletka, sprinterka
- 1999:
  - Brahim Díaz, hiszpański piłkarz pochodzenia marokańskiego
  - Viky, indyjski zapaśnik
  - Jewgienija Zacharczenko, rosyjska zapaśniczka
- 2000:
  - Mohamed Amissi, burundyjski piłkarz
  - Marco Ehmann, rumuński piłkarz pochodzenia rumuńskiego
- 2001:
  - Ricky Council, amerykański koszykarz
  - Jakub Miśkowiak, polski żużlowiec
  - Brandon Nakashima, amerykański tenisista pochodzenia japońskiego
  - Himeno Sakatsume, japońska tenisistka
- 2003:
  - Dylan Bibic, kanadyjski kolarz torowy
  - Fabio Miretti, włoski piłkarz
  - Tim Prins, holenderski łyżwiarz szybki
- 2005 – Mierujert Kamalidienowa, kazachska szachistka
- 2006 – Rayan, brazylijski piłkarz

## Zmarli
- 1003 – At-Ta’i, dwudziesty czwarty kalif dynastii Abbasydów (ur. ok. 929)
- 1202 – Konstancja, infantka portugalska (ur. przed 1182)
- 1270 – Jan Tristan, hrabia Nevers i Valois (ur. 1250)
- 1451 – Elżbieta, księżniczka zgorzelecka, księżna luksemburska i bawarska (ur. 1390)
- 1460 – Jakub II Stuart, król Szkocji (ur. 1430)
- 1527 – Scaramuccia Trivulzio, włoski duchowny katolicki, biskup Como, kardynał (ur. ok. 1465)
- 1533 – Maciej Łobodzki, polski duchowny katolicki, archidiakon gnieźnieński, kanonik poznański i dziekan łęczycki, radca królów węgierskich (ur. po 1490)
- 1534 – Andrea della Valle, włoski duchowny katolicki, biskup Crotone i Mileto, kardynał (ur. 1463)
- 1546:
  - Étienne Dolet, francuski prozaik, poeta, wydawca (ur. 1509)
  - Antonio da Sangallo (młodszy), włoski architekt (ur. 1483)
- 1588 – Marcin Fox, polski lekarz, rektor Akademii Krakowskiej pochodzenia szkockiego (ur. ok. 1534)
- 1600 – Ippolito Maria Beccaria, włoski dominikanin, generał zakonu (ur. 1550)
- 1614 – Franciszek Burbon-Conti, francuski książę (ur. 1558)
- 1615 – Krzysztof Mikołaj Dorohostajski, marszałek wielki litewski, poeta, pisarz hippologiczny i ekonomiczny (ur. 1562)
- 1645 – Franz von Mercy, niemiecki dowódca wojskowy (ur. ?)
- 1649 – Stanisław Krzyczewski, polski szlachcic, rotmistrz husarski pochodzenia rusińskiego (ur. ?)
- 1653 – Stanisław Zaremba, polski duchowny katolicki, biskup kijowski (ur. 1601)
- 1664 – Jacopo Vignali, włoski malarz (ur. 1592)
- 1667 – Francesco Borromini, włoski architekt (ur. 1599)
- 1680 – Tomáš Pešina z Čechorodu, czeski duchowny katolicki, pisarz, historyk (ur. 1629)
- 1702 – Antonio della Porta, włoski architekt, budowniczy (ur. 1631)
- 1720 – Anthonie Heinsius, holenderski polityk (ur. 1641)
- 1721 – Stanisław Szembek, polski duchowny katolicki, biskup kujawski, arcybiskup gnieźnieński i prymas Polski (ur. 1650)
- 1737 – Georg Buchholtz junior, spiskoniemiecki nauczyciel, duchowny ewangelicki, przyrodnik, badacz Tatr i Spisza (ur. 1688)
- 1741 – Lorenzo Altieri, włoski kardynał (ur. 1671)
- 1745 – Adam Tadeusz Chodkiewicz, polski szlachcic, polityk (ur. 1711)
- 1761 – Johann Matthias Gesner, niemiecki filolog klasyczny, pedagog, bibliotekarz (ur. 1691)
- 1766 – Emanuel Bragança, infant portugalski (ur. 1697)
- 1773 – Stanisław Konarski, polski pisarz polityczny, tłumacz, edytor, pedagog (ur. 1700)
- 1780 – Étienne de Condillac, francuski filozof (ur. 1715)
- 1784 – (lub 4 sierpnia) Giovanni Battista Martini, włoski franciszkanin, kompozytor (ur. 1706)
- 1792 – Richard Arkwright, brytyjski wynalazca (ur. 1732)
- 1793 – John Hobart, brytyjski arystokrata, polityk (ur. 1723)
- 1795 – Piotr Drwęski, polski szlachcic, polityk (ur. 1732)
- 1797 – Jeffery Amherst, brytyjski arystokrata, wojskowy, gubernator generalny Kanady Brytyjskiej (ur. 1717)
- 1800:
  - Carl Friedrich Christian Fasch, niemiecki kompozytor, klawesynista (ur. 1736)
  - Friedrich Gilly, niemiecki architekt (ur. 1772)
- 1802 – Henryk, pruski książę, generał (ur. 1726)
- 1806 – Michel Adanson, francuski przyrodnik pochodzenia szkockiego (ur. 1727)
- 1837 – Pius Wittelsbach, książę w Bawarii (ur. 1786)
- 1839 – Dorothea Schlegel, niemiecka pisarka, tłumaczka (ur. 1764)
- 1853 – Jerzy, książę Saksonii-Altenburg (ur. 1796)
- 1857 – Eugène Sue, francuski pisarz (ur. 1804)
- 1867 – Faustin Soulouque, haitański polityk, prezydent i cesarz Haiti (ur. 1782)
- 1868 – Ambroży Grabowski, polski historyk, księgarz, antykwariusz, archeolog, kolekcjoner (ur. 1782)
- 1869 – Konstantyn, ostatni książę Hohenzollern-Hechingen (ur. 1801)
- 1871 – Franciszek Salezy Dmochowski, polski prozaik, poeta, krytyk literacki, satyryk, tłumacz (ur. 1801)
- 1872 – William Evans, walijski szachista (ur. 1790)
- 1873 – Carl Leopold Lohmeyer, niemiecki farmaceuta, autor przewodników górskich (ur. 1799)
- 1874 – Hans Ferdinand Maßmann, niemiecki filologia, wykładowca akademicki (ur. 1797)
- 1875 – Agenor Romuald Gołuchowski, polski hrabia, polityk austriacki (ur. 1812)
- 1884 – Paul Abadie, francuski architekt, konserwator zabytków (ur. 1812)
- 1886 – Jan Lam, polski pisarz, satyryk, dziennikarz (ur. 1838)
- 1889 – Veronica Micle, rumuńska poetka (ur. 1850)
- 1898:
  - Charles Garnier, francuski architekt (ur. 1825)
  - Karl Knies, niemiecki ekonomista, wykładowca akademicki (ur. 1821)
- 1900 – Maurycy Mitte, polski inżynier górnik, wykładowca akademicki (ur. 1845)
- 1902:
  - Edward Wojciech Bogusławski, polski pisarz (ur. 1823)
  - Edvard Engelsaas, norweski łyżwiarz szybki (ur. 1872)
  - August Klughardt, niemiecki kompozytor, dyrygent (ur. 1847)
- 1903 – Konstancja Bernaud, francuska wizytka (ur. 1825)
- 1907 – Augustus Saint-Gaudens, amerykański rzeźbiarz pochodzenia irlandzkiego (ur. 1848)
- 1911 – Reinhold Begas, niemiecki rzeźbiarz, malarz (ur. 1831)
- 1913:
  - Josephine Cochrane, amerykańska wynalazczyni (ur. 1839)
  - William Lyne, australijski polityk (ur. 1844)
- 1914:
  - Louis Couturat, francuski filozof, logik, matematyk, językoznawca (ur. 1868)
  - Raffaele Filippo Presutti włoski duchowny katolicki, kapucyn, misjonarz, wikariusz apostolski Arabii (ur. 1845)
- 1916 – Roger Casement, irlandzki działacz narodowy, poeta, polityk, dyplomata (ur. 1864)
- 1917:
  - Ferdinand Georg Frobenius, niemiecki matematyk, wykładowca akademicki (ur. 1849)
  - Stéphane Javelle, francuski astronom (ur. 1864)
- 1918:
  - Jan Strożecki, polski działacz socjalistyczny i niepodległościowy (ur. 1869)
  - Edward Webersfeld, polski aktor, krytyk, reżyser i przedsiębiorca teatralny, uczestnik powstania styczniowego pochodzenia austriackiego (ur. 1845)
- 1920:
  - Jan Chrząszczewski-Trzaska, polski podporucznik (ur. 1896)
  - Peeter Süda, estoński kompozytor, organista (ur. 1883)
- 1922 – Minna Cauer, niemiecka nauczycielka, działaczka oświatowa i kobieca (ur. 1841)
- 1923 – Józef Sieczkowski, polski porucznik obserwator (ur. 1899)
- 1924:
  - Wiktor Biały, polski działacz komunistyczny (ur. 1889)
  - Joseph Conrad, brytyjski pisarz pochodzenia polskiego (ur. 1857)
  - Franciszek Nowodworski, polski prawnik, sędzia, adwokat, pierwszy prezes Sądu Najwyższego (ur. 1859)
- 1926 – Albert Corey, francuski lekkoatleta, długodystansowiec (ur. 1878)
- 1927:
  - Stojan Michajłowski, bułgarski poeta (ur. 1856)
  - Edward Bradford Titchener, brytyjsko-amerykański psycholog (ur. 1867)
- 1928 – Jovan Avakumović, serbski prawnik, polityk, premier Serbii (ur. 1841)
- 1929:
  - Emil Berliner, niemiecko-amerykański elektrotechnik, wynalazca pochodzenia żydowskiego (ur. 1851)
  - Karol Grossmann, słoweński reżyser filmowy (ur. 1864)
  - Thorstein Veblen, amerykański ekonomista, socjolog, wykładowca akademicki pochodzenia norweskiego (ur. 1857)
- 1931:
  - Paul Barsch, niemiecki prozaik, poeta, eseista (ur. 1860)
  - Mussa Kunduchow, radziecki polityk (ur. 1890)
  - Franz Schalk, austriacki dyrygent, pedagog (ur. 1863)
- 1935 – Ignacy Pinkas, polski malarz (ur. 1888)
- 1936:
  - Fulgence Bienvenüe, francuski inżynier (ur. 1852)
  - Salwator Ferrandis Seguí, hiszpański duchowny katolicki, męczennik, błogosławiony (ur. 1880)
  - Alfons López López, hiszpański franciszkanin, męczennik, błogosławiony (ur. 1878)
  - Michał Remón Salvador, hiszpański franciszkanin, męczennik, błogosławiony (ur. 1907)
- 1937 – Wiktor Moczko, polski bokser (ur. 1907)
- 1938 – Aleksandr Małyszkin, rosyjski pisarz (ur. 1892)
- 1939 – August Enna, duński kompozytor (ur. 1859)
- 1940:
  - Józef Mamica, polski duchowny luterański, kapelan wojskowy (ur. 1878)
  - Stanisław Żórawski, polski ziemianin, działacz społeczny (ur. 1882)
- 1941 – Stanisław Sedlaczek, polski pedagog, harcmistrz (ur. 1892)
- 1942:
  - James Cruze, amerykański aktor, reżyser filmowy (ur. 1884)
  - Anna Lisicyna, radziecka partyzantka (ur. 1922)
  - Tadeusz Sachs, polski hokeista, bramkarz, trener, działacz i sędzia hokejowy pochodzenia żydowskiego (ur. 1899)
  - Richard Martin Willstätter, niemiecki chemik, laureat Nagrody Nobla (ur. 1872)
- 1944 – Polegli w powstaniu warszawskim:
  - Andrzej Długoszowski, polski podharcmistrz, żołnierz AK (ur. 1922)
  - Julian Piasecki, polski major dyplomowany saperów, inżynier, polityk, wiceminister komunikacji (ur. 1896)
  - Józef Rafacz, polski historyk prawa, wykładowca akademicki (ur. 1890)
  - Michał Tajchman, polski major pilot, żołnierz AK (ur. 1910)
  - Stanisław Thun, polski podpułkownik, żołnierz AK, cichociemny (ur. 1894)
  - Andrzej Tretiak, polski filolog, historyk literatury angielskiej (ur. 1886)
  - Tadeusz Tyczyński, polski podporucznik, żołnierz AK (ur. 1923)
  - Eugeniusz Wajgiel, polski lekarz, weterynarz (ur. 1873)
  - Herman Wendt, polski elektryk, inżynier (ur. 1883)
  - Aurelia Wyleżyńska, polska pisarka, publicystka (ur. 1881)
- 1944:
  - Qəzənfər Əkbərov, azerski starszy sierżant (ur. 1917)
  - Lauri Koskela, fiński zapaśnik (ur. 1907)
- 1945:
  - Roman Kochanowski, polski malarz, rysownik (ur. 1857)
  - Leopold Morozowicz, polski aktor (ur. ok. 1876)
  - Ismail Haki Tatzati, albański wojskowy, polityk (ur. 1878)
  - Richard Ernst Wagner, niemiecki pastor luterański (ur. 1883)
- 1946:
  - Wiktor Deni, rosyjski satyryk, grafik, karykaturzysta (ur. 1893)
  - Ignacy Matuszewski, polski pułkownik dyplomowany piechoty, polityk, dyplomata, publicysta, minister skarbu, działacz sportowy (ur. 1891)
  - Artur Pereira, brazylijski kompozytor (ur. 1894)
- 1947 – José Pardo, peruwiański polityk, prezydent Peru (ur. 1864)
- 1948:
  - Witold Aulich, polski inżynier mechanik, wykładowca akademicki (ur. 1889)
  - Tommy Ryan, amerykański bokser (ur. 1870)
  - Rosika Schwimmer, węgierska polityk, działaczka feministyczna i pacyfistyczna (ur. 1877)
- 1949 – Henryk Uziembło, polski malarz, grafik, projektant (ur. 1879)
- 1950:
  - Kristian Laake, norweski generał major (ur. 1875)
  - Iwan Pietrienko, radziecki generał major, funkcjonariusz organów bezpieczeństwa (ur. 1904)
- 1951 – Iwan Czertow, radziecki generał major, funkcjonariusz organów bezpieczeństwa (ur. 1905)
- 1952 – Václav Drbola, czeski duchowny katolicki, ofiara prześladowań komunistycznych (ur. 1912)
- 1954 – Sidonie-Gabrielle Colette, francuska pisarka (ur. 1873)
- 1956 – Michaił Boncz-Brujewicz, rosyjski i radziecki generał (ur. 1870)
- 1957:
  - Tadeusz Nowakowski, polski kapitan saperów, architekt, malarz (ur. 1879)
  - Chuck Rose, amerykański przeciągacz liny (ur. 1873)
  - Richard Stokes, brytyjski polityk (ur. 1897)
- 1958:
  - Peter Collins, brytyjski kierowca wyścigowy (ur. 1931)
  - Joachim Klagsbald, polsko-izraelski przemysłowiec, działacz społeczny (ur. 1880)
  - Pierre Massy, holenderski piłkarz (ur. 1900)
- 1959 – Gusztáv Szomjas, węgierski strzelec sportowy, ornitolog (ur. 1898)
- 1961:
  - Giovanni Battista Angioletti, włoski dziennikarz, pisarz (ur. 1896)
  - Nicola Canali, włoski kardynał (ur. 1874)
  - Adam Szelągowski, polski historyk, wykładowca akademicki (ur. 1873)
  - Zoltán Tildy, węgierski polityk, premier i prezydent Węgier (ur. 1889)
- 1964 – Flannery O’Connor, amerykańska pisarka (ur. 1925)
- 1965 – Jack Lawson, brytyjski związkowiec, polityk (ur. 1881)
- 1966:
  - Lenny Bruce, amerykański komik (ur. 1925)
  - René Schick Gutiérrez, nikaraguański prawnik, polityk, prezydent Nikaragui (ur. 1909)
- 1968:
  - Konstanty Rokossowski, radziecki dowódca wojskowy pochodzenia polskiego, marszałek ZSRR, marszałek i minister obrony narodowej Polski (ur. 1896)
  - Faził Szagimardanow, radziecki polityk (ur. 1906)
- 1970 – Ryszard Dyrgałła, polsko-argentyński pilot, inżynier lotniczy (ur. 1910)
- 1971 – Gieorgij Babakin, radziecki konstruktor techniki rakietowej i kosmicznej (ur. 1914)
- 1973 – Antoni Bukowy, polski pulmonolog, epidemiolog (ur. 1891)
- 1974:
  - Edgar Johan Kuusik, estoński architekt, projektant wnętrz i mebli (ur. 1888)
  - Jan Rustecki, polski polityk, minister transportu drogowego i lotniczego (ur. 1903)
- 1977:
  - Alfred Lunt, amerykański aktor (ur. 1892)
  - Makarios III, cypryjski duchowny prawosławny, arcybiskup, polityk, prezydent Cypru (ur. 1913)
- 1978:
  - Arkadij Apołłonow, radziecki generał pułkownik, polityk (ur. 1907)
  - Antoni Deryng, polski prawnik, polityk, poseł na Sejm RP (ur. 1901)
  - Luo Ruiqing, chiński generał, polityk (ur. 1906)
  - Aleksandrs Priede, łotewski piłkarz (ur. 1907)
- 1979:
  - Bertil Ohlin, szwedzki ekonomista, laureat Nagrody Banku Szwecji im. Alfreda Nobla w dziedzinie ekonomii (ur. 1899)
  - Alfredo Ottaviani, włoski kardynał (ur. 1890)
  - Adam Szczypiorski, polski historyk, związkowiec, polityk, poseł na Sejm RP (ur. 1895)
- 1980:
  - Jerzy Fronczak, polski piłkarz (ur. 1922)
  - Dionýz Ilkovič, słowacki chemik, fizyk, wykładowca akademicki (ur. 1907)
  - Zdzisław Krasnodębski, polski pułkownik dyplomowany pilot (ur. 1904)
- 1983:
  - Jan Brzękowski, polski prozaik, poeta, teoretyk sztuki (ur. 1903)
  - Jobriath, amerykański piosenkarz (ur. 1946)
  - Carolyn Jones, amerykańska aktorka (ur. 1930)
  - Leon Jan Łuka, polski archeolog (ur. 1918)
- 1984:
  - Janusz Groszkowski, polski elektronik, radiotechnik, wynalazca, polityk, prezes PAN, wiceprzewodniczący Rady Państwa (ur. 1898)
  - Władimir Tiendriakow, rosyjski pisarz (ur. 1923)
- 1985 – Ambroży Klimczak, polski aktor (ur. 1914)
- 1986:
  - Stefania Górska, polska aktorka (ur. 1907)
  - Eleonora Lorentz, polska aktorka (ur. 1906)
  - Wojciech Wróż, polski wspinacz (ur. 1942)
- 1988 – Edward Dietz, polski duchowny luterański (ur. 1911)
- 1989 – Ulla Sjöblom, szwedzka aktorka, piosenkarka (ur. 1927)
- 1990 – Betty Amann, niemiecka aktorka (ur. 1905)
- 1991:
  - Georg Krog, norweski łyżwiarz szybki (ur. 1915)
  - Ali Sabri, egipski generał, polityk pochodzenia tureckiego, premier i wiceprezydent Egiptu (ur. 1920)
  - Mieczysław Słupski, polski generał (ur. 1919)
- 1992 – Wang Hongwen, chiński polityk komunistyczny (ur. 1935)
- 1994 – Innokientij Smoktunowski, rosyjski aktor (ur. 1925)
- 1995:
  - Jules Horowitz, francuski fizyk jądrowy pochodzenia żydowskiego (ur. 1921)
  - Veronica Lueken, amerykańska wizjonerka katolicka (ur. 1923)
  - Ida Lupino, brytyjska aktorka, reżyserka i scenarzystka filmowa (ur. 1918)
- 1996 – Józef Rozwadowski, polski duchowny katolicki, biskup łódzki (ur. 1909)
- 1998 – Alfred Sznitke, rosyjski kompozytor, pianista, teoretyk muzyki, pedagog pochodzenia żydowskiego (ur. 1934)
- 1999:
  - Robert Homer Mollohan, amerykański polityk (ur. 1909)
  - Jicchak Refa’el, izraelski literaturoznawca, polityk (ur. 1914)
- 2000:
  - Mirian Całkałamanidze, gruziński zapaśnik (ur. 1927)
  - Joann Lõssov, estoński koszykarz (ur. 1921)
  - Edmund Nadolski, polski działacz turystyczny i krajoznawczy, publicysta, dziennikarz (ur. 1924)
- 2001:
  - Frank Pakenham, brytyjski arystokrata, polityk (ur. 1905)
  - Stefan Rachoń, polski dyrygent, skrzypek (ur. 1906)
- 2002:
  - Zofia Dwornik, polska montażystka filmowa (ur. 1922)
  - Carmen Silvera, brytyjska aktorka (ur. 1922)
- 2003 – Lucyna Fagasiewicz, polska botanik (ur. 1920)
- 2004:
  - Henri Cartier-Bresson, francuski fotoreporter (ur. 1908)
  - Ludwik Krasucki, polski dziennikarz (ur. 1925)
  - Krzysztof Janusz Paczuski, polski poeta (ur. 1956)
- 2005:
  - Françoise d’Eaubonne, francuska pisarka (ur. 1920)
  - Mariusz Szczerski, polski wokalista, członek zespołu Honor (ur. 1970)
- 2006 – Elisabeth Schwarzkopf, niemiecka śpiewaczka operowa (sopran) (ur. 1915)
- 2007 – Ron Brown, szkocki polityk (ur. 1940)
- 2008:
  - Włodzimierz Gołobów, polski śpiewak (bas) i reżyser operowy (ur. 1927)
  - Aleksandr Sołżenicyn, rosyjski pisarz, dysydent, laureat Nagrody Nobla (ur. 1918)
- 2010:
  - Ernst Reiss, szwajcarski wspinacz (ur. 1920)
  - Edmund Zientara, polski piłkarz, trener, działacz sportowy (ur. 1929)
- 2011:
  - Annette Charles, amerykańska aktorka (ur. 1948)
  - Bubba Smith, amerykański aktor, futbolista (ur. 1945)
  - Ryszard Świerad, polski zapaśnik, trener (ur. 1955)
- 2012:
  - Martin Fleischmann, amerykański elektrotechnik pochodzenia czesko-żydowskiego (ur. 1927)
  - Paul W. McCracken, amerykański ekonomista (ur. 1915)
- 2013:
  - Lech Czerkas, polski śpiewak operowy (baryton) (ur. 1938)
  - Eiichi Kawatei, japoński działacz sportowy (ur. 1933)
- 2014:
  - Edward Bede Clancy, australijski duchowny katolicki, arcybiskup Canberry i Sydney, kardynał (ur. 1923)
  - Christian Frémont, francuski polityk (ur. 1942)
  - Jess Marlow, amerykański dziennikarz, reporter telewizyjny (ur. 1929)
- 2015:
  - Robert Conquest, brytyjski historyk, sowietolog (ur. 1917)
  - Coleen Gray, amerykańska aktorka (ur. 1922)
  - Adam Walaciński, polski kompozytor, twórca muzyki filmowej, publicysta (ur. 1928)
- 2016:
  - Chris Amon, nowozelandzki kierowca wyścigowy (ur. 1943)
  - Mansueto Bianchi, włoski duchowny katolicki, biskup Pistoi (ur. 1949)
  - Steve LaTourette, amerykański polityk (ur. 1954)
  - Władysław Pawlak, polski geograf, kartograf (ur. 1931)
- 2017:
  - Giovanni Benedetti, włoski duchowny katolicki, biskup pomocniczy Perugia-Città della Pieve, biskup Foligno (ur. 1917)
  - Ty Hardin, amerykański aktor (ur. 1930)
  - Robert Hardy, brytyjski aktor (ur. 1925)
  - Dickie Hemric, amerykański koszykarz (ur. 1933)
  - Krystyna Królikiewicz-Harasimowicz, polska aktorka (ur. 1921)
  - Hubert Kusz, polski piłkarz (ur. 1928)
  - Ángel Nieto, hiszpański motocyklista wyścigowy (ur. 1947)
- 2018:
  - Kazimierz Diehl, polski farmaceuta, działacz na rzecz osób głuchych (ur. 1933)
  - Mosze Mizrachi, izraelski reżyser i scenarzysta filmowy (ur. 1931)
  - Zbigniew Ścibor-Rylski, polski generał brygady, oficer AK, uczestnik powstania warszawskiego (ur. 1917)
  - Ronnie Taylor, brytyjski operator filmowy (ur. 1924)
- 2019:
  - Miklós Ambrus, węgierski piłkarz wodny (ur. 1933)
  - Nikołaj Kardaszow, rosyjski astrofizyk (ur. 1932)
  - Ludmiła Łączyńska, polska aktorka (ur. 1923)
  - Thomas Remengesau, palauski polityk, prezydent Palau (ur. 1931)
  - John Philip Saklil, indonezyjski duchowny katolicki, biskup Timika (ur. 1960)
  - Michael Troy, amerykański pływak (ur. 1940)
- 2020:
  - Ernesto Brambilla, włoski kierowca i motocyklista wyścigowy (ur. 1934)
  - Lorenzo Chiarinelli, włoski duchowny katolicki, biskup Aversa i Viterbo (ur. 1935)
  - John Hume, północnoirlandzki polityk, eurodeputowany, laureat Pokojowej Nagrody Nobla (ur. 1937)
  - Mohammad Reza Nawaji, irański zapaśnik (ur. 1948)
- 2021:
  - Eligiusz Grabowski, polski kolarz szosowy i przełajowy (ur. 1935)
  - Arthur Dion Hanna, bahamski polityk, minister, wicepremier, gubernator generalny (ur. 1928)
  - Miroslav Lazanski, serbski dziennikarz, pisarz, korespondent wojenny, polityk, dyplomata (ur. 1950)
- 2022:
  - Czesław Cybulski, polski trener lekkoatletyki (ur. 1935)
  - Raymond Damadian, amerykański fizyk, lekarz, wynalazca, wykładowca akademicki (ur. 1936)
  - Ireneusz Nykowski, polski matematyk, wykładowca akademicki (ur. 1930)
  - Jackie Walorski, amerykańska misjonarka, polityk (ur. 1963)
- 2023:
  - Mark Margolis, amerykański aktor (ur. 1939)
  - Rita Petrozzi, włoska zakonnica katolicka, założycielka Wspólnoty Cenacolo (ur. 1937)
  - Zygmunt Szweykowski, polski muzykolog (ur. 1929)
- 2024:
  - Ryszard Czajkowski, polski geofizyk, dziennikarz, operator filmowy, pisarz, reporter, publicysta, podróżnik, polarnik (ur. 1933)
  - Salvatore Giannone, włoski lekkoatleta, sprinter (ur. 1936)
  - Endre Gyulay, węgierski duchowny katolicki, biskup segedyńsko-csanádzki (ur. 1930)
  - Yamini Krishnamurthy, indyjska tancerka (ur. 1940)
- 2025:
  - Loni Anderson, amerykańska aktorka (ur. 1945)
  - Fritz Lobinger, niemiecki duchowny katolicki, biskup Aliwal (ur. 1929)
  - Giuseppe Malandrino, włoski duchowny katolicki, biskup Acireale i Noto (ur. 1931)
  - Stella Rimington, brytyjska funkcjonariuszka służb specjalnych, dyrektor generalna Security Service (MI5) (ur. 1935)
  - Ercole Spada, włoski projektant samochodowy (ur. 1937)